# Goumiers marocains
Les goumiers marocains sont des soldats appartenant à des goums, unités d’infanterie légères de l'armée d'Afrique composées de troupes autochtones marocaines sous encadrement essentiellement français. Ces unités ont existé de 1908 à 1956.
D'abord supplétifs, puis réguliers, les goumiers marocains s'illustrent surtout lors de la Seconde Guerre mondiale, entre 1942 et 1945, sous les ordres du général Augustin Guillaume et du colonel Émile Hogard, et obtiennent, entre 1942 et 1945, dix-sept citations collectives à l'ordre de l'armée et neuf à l'ordre du corps d'armée, puis en Indochine de 1946 à 1954.
Le 2e groupe de tabors marocains (2e GTM) est, après le 2e régiment de chasseurs parachutistes, l'une des six unités d'infanterie les plus décorées de la Seconde Guerre mondiale avec le 3e régiment de tirailleurs algériens, le 4e régiment de tirailleurs tunisiens, le régiment de marche du Tchad, la 13e demi-brigade de Légion étrangère et le bataillon d'infanterie de marine et du Pacifique (BIMP).
Les goumiers marocains, soldats d'élite, ont été commandés par des chefs choisis parmi les meilleurs de l'Armée française. Parmi les plus prestigieux, on trouve Georges Leblanc, Pierre Boyer de Latour, Gaston Parlange, élevés après-guerre à la dignité de grand-croix de la légion d'honneur, et Jacques Massiet du Biest, qui commandent les groupes de tabors marocains (GTM) en 1943-1945.

## Étymologie

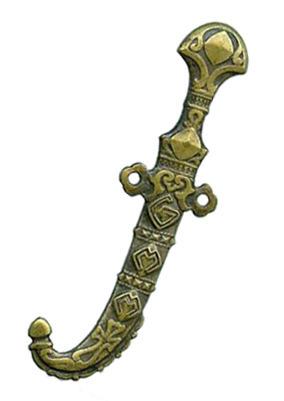
Insigne général des goums mixtes marocains : une koumia, portant en lettres rouges l'inscription G.M.M (Goum Mixte Marocain) et décoré de motifs géométriques et floraux.

Le terme « goum » qui désigne une compagnie de goumiers, provient de l'arabe maghrébin « gūm » et de l'arabe classique قوم « qawm », signifiant « tribu, peuple, gens » qui désigne les contingents de cavaliers armés que certaines tribus fournissent au chef du pays lorsqu'il fait une expédition.
Le terme « tabor » provient du turc « tabur » signifiant « bataillon » soit directement, soit par l'intermédiaire de l'arabe طابور « ṭābūr » lui-même issu du turc.
Si la tradition française issue du protectorat du Maroc a gardé un sens valorisant au mot goumier, dans son acception francophone la plus utilisée aujourd’hui, le « goumier » (en arabe : « goumi »), membre d’un goum, a un sens très péjoratif issu, cette fois, de la guerre d’Algérie, pendant lesquels les goumiers d’Algérie étaient, comme les harkis, des supplétifs de l’armée française et que le nom de goumier, goumi est aujourd’hui, par un malheureux simplisme historique, synonyme de « traître » ou de « collabo » dans certaines cours de récré, tant en Algérie qu’en France.

## Création et différentes dénominations
La création des premiers goums marocains, qui remonte à 1908, est due à l'initiative du général d'Amade. Les six premières formations formaient à leur début une milice locale destinée à assurer des patrouilles ou des missions de reconnaissance sur le territoire marocain. La dénomination de goum sera finalement régularisée le 9 avril 1913 et les unités placées sous l'autorité militaire française à la suite de leur comportement à Fès en 1911.
Lorsque le Maroc accède officiellement à l'indépendance en 1956, les goums quittent l'armée française et rejoignent l'armée royale marocaine le 11 mai 1956 à minuit.

## Campagnes militaires
Les goums marocains se sont particulièrement illustrés lors de la Seconde Guerre mondiale entre 1942 et 1945, notamment lors de la campagne d'Italie au sein du Corps expéditionnaire français (CEF) du maréchal Juin, puis lors des campagnes de France et d'Allemagne. Lors de la campagne d'Italie, nombre d'entre eux ont commis des exactions, crimes de guerres dont des milliers de viols de civils, hommes, femmes et enfants. Ils ont été ensuite largement engagés en Indochine de 1948 à 1954 et ont également participé au début de la guerre d'Algérie jusqu'en 1956. Ils ont finalement été dissous, formant l'Autorité des forces auxiliaires le 1er juillet 1946

### Pacification du Maroc (1907-1934)
Environ 22 000 goumiers ont combattu aux côtés de l'armée française entre 1907 et 1934 durant la pacification du Maroc (colonisation) et 12 583 ont été tués entre 1907 et 1922,,.

### Seconde Guerre mondiale

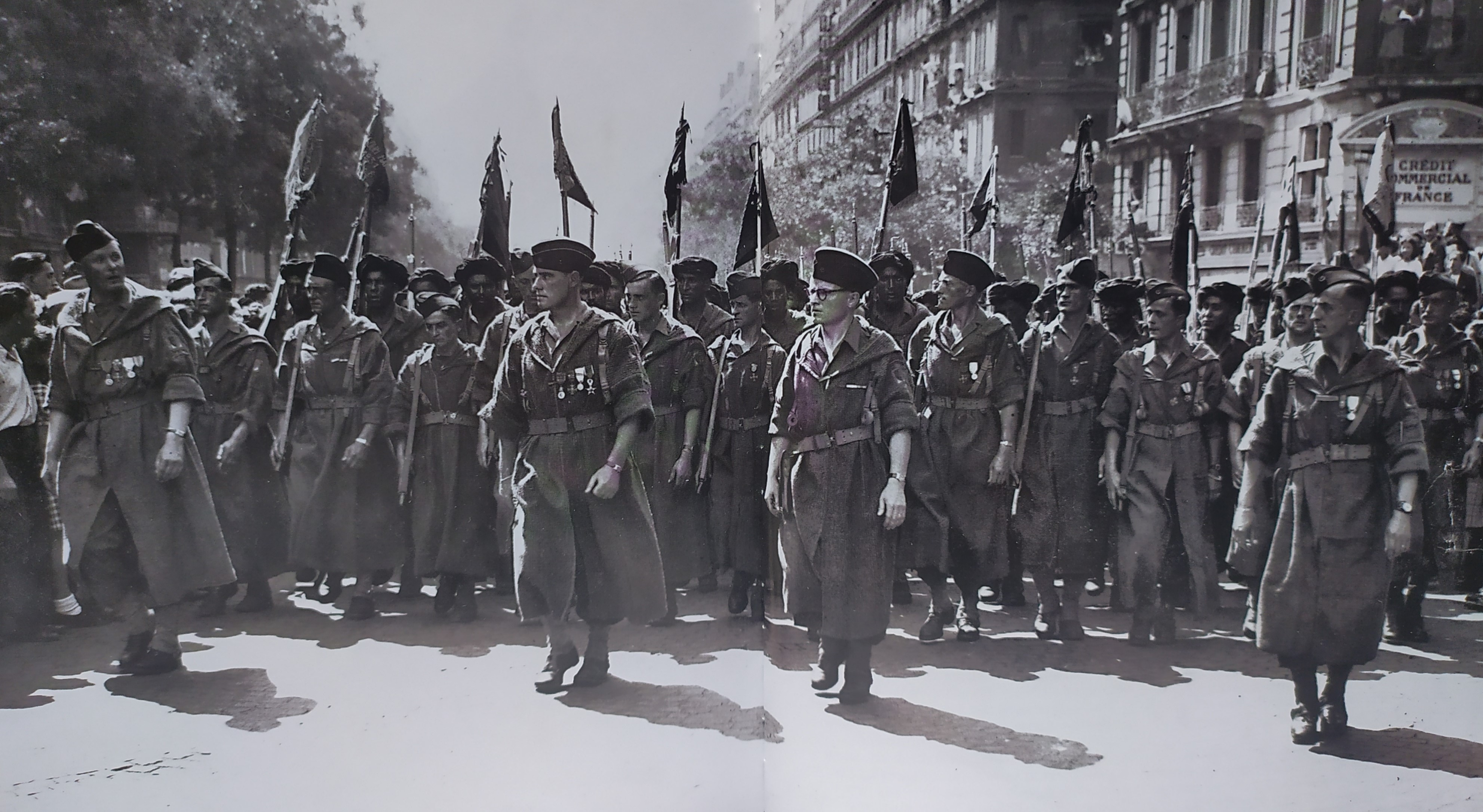
Goumiers et leurs officiers défilant à Paris le 14 juillet 1945.

#### Composition des unités
Un goum, l'équivalent d'une compagnie, regroupe environ 200 goumiers. En période de guerre, les goums sont regroupés en Tabor, équivalent d'un bataillon, de trois à quatre goums. Enfin, le Groupe de tabors marocains (GTM), l'équivalent d'un régiment, est composé de trois tabors.
Durant la Seconde Guerre mondiale, chaque GTM comporte près de 3 000 hommes dont un peu plus de 200 officiers et sous-officiers. Il comprend un goum de commandement et d'engin (GCE) et trois tabors.
Le GCE (environ 300 hommes) comprend notamment :
- une section de protection et de pionniers ;
- un peloton d'estafettes à cheval ;
- un peloton antichar et de mortiers ;
- un groupe muletier.

Le tabor (environ 900 hommes) comprend :
- un GCE composé d'une section de mortiers de 81, d'un peloton de cavaliers et d'un groupe du train ;
- trois goums de trois sections chacun.

La proportions d'« indigènes » dans un GTM est de 77 à 78 %.
Les quatre GTM constituaient l’équivalent d’une forte brigade d’infanterie légère sous l’appellation de « Commandement des Goums Marocains » (CGM) aux ordres du général Guillaume puis du colonel Hogard.
Quatre GTM marocains (environ 12 000 hommes) ont été formés pendant la Seconde Guerre mondiale.

#### Organisation détaillée
Entre 1943 et 1945, les 4 GTM sont constitués de la manière suivante :
- 1er GTM : colonel Georges Leblanc
  - 2e tabor : 51e, 61e et 62e goums
  - 3e tabor : 4e, 65e et 101e goums
  - 12e tabor : 12e, 63e et 64e goums
- 2e GTM (ne participa pas à la campagne d'Italie du CEF mais seulement à celle de Corse et de l'île d'Elbe en septembre-octobre 1943 puis de France et d'Allemagne) : colonel Boyer de Latour
  - 1er tabor : 47e, 58e, 59e et 60e goums
  - 6e tabor : 36e, 72e, 73e et 74e goums
  - 15e tabor : 8e, 11e, 30e et 39e goums
- 3e GTM : colonel Jacques Massiet du Biest (Débarquement de Provence[13])
  - 9e tabor : 81e, 82e et 83e goums
  - 10e tabor : 84e, 85e et 86e goums
  - 17e tabor : 14e, 18e et 22e goums (22e goums : Capitaine Rouast à partir du 9/01/45[13])
- 4e GTM (il fut renvoyé au Maroc après la campagne d'Italie et ne participa pas à la campagne de France. Il fut remis sur pied en décembre 1944 pour la campagne d'Allemagne): colonels Soulard, puis Gautier et enfin Parlange (à partir du 2 novembre 1944)
  - 5e tabor : 41e, 70e et 71e goums
  - 8e tabor : 78e, 79e et 80e goums
  - 11e tabor : 88e, 89e et 93e goums

Le commandement des goums marocains (CGM), avec ces quatre GTM, est créé le 2 juin 1943 et placé sous les ordres du général Guillaume. Lorsque ce dernier succéda au général de Monsabert au commandement de la 3e division d'infanterie algérienne, le CGM resta sous son autorité.

#### Participation des 4 GTM aux campagnes
|          | Tunisie 1942-1943    | Sicile 1943        | Corse 1943          | Italie 1943-1944     | Ile d’Elbe 1944     | France 1944-1945    | Allemagne 1945     |
| -------- | -------------------- | ------------------ | ------------------- | -------------------- | ------------------- | ------------------- | ------------------ |
| 1er GTM  | 13/12/1942-13/5/1943 |                    |                     | 17/4/1944-21/7/1944  |                     | 14/8/1944-30/3/1945 | 3/4/1945-8/5/1945  |
| 2e GTM   | 6/1/1943-13/5/1943   |                    | 23/9/1943-4/10/1943 |                      | 17/6/1944-20/6/1944 | 14/8/1944-30/3/1945 | 31/3/1945-8/5/1945 |
| 3e GTM   |                      |                    |                     | 17/12/1943-22/7/1944 |                     | 14/8/1944-18/2/1945 |                    |
| 4e GTM   |                      |                    |                     | 22/11/1943-14/9/1944 |                     |                     | 12/4/1945-8/5/1945 |
| 4e Tabor | 16/4/1943-8/5/1943   | 14/7/1943-3/9/1943 |                     |                      |                     |                     |                    |

Source : Eric de Fleurian ; Paul Gaujac,.

#### Tunisie 1942-1943
Durant la campagne de Tunisie, le général Alexander décide d'aider les troupes américaines qui doivent prendre  Bizerte et Tunis, en leur donnant des goumiers (1er et 2e GTM), qu'il considère comme de « grands combattants ».

#### Sicile 1943
Sur demande express du général Patton, le 4e tabor du commandant Guido Verlet (1903-1996) est utilisé en Sicile, en juillet-août 1943, pour représenter l'armée française et rattaché à la 3e division US du général Truscott (puis à la 1re division US),.
Les goumiers du 4e tabor enlèvent Acuto (1 335 mètres), dont la chute marquera un point important dans la conquête de la Sicile, et capturent 460 prisonniers au cours de la campagne. Le 4e tabor est cité à l'ordre de l'armée le 4 octobre 1943 dans les termes suivants : « Magnifique unité qui sous les ordres du Capitaine Verlet, chef possédant au plus haut point la qualité d'entraîneur d'homme, [...] vient de représenter brillamment l'Armée française en Sicile. Du 14 juillet au 14 août, en une série ininterrompue d'opérations habiles et hardies, soit à l'avant-garde, soit en flanc garde des unités de l'armée américaine, s'est emparé, dans des régions très difficiles, des positions importantes et âprement défendues de Campanito, de l'Acuto et de Monte Pelato, capturant 460 prisonniers et un important matériel et laissant de nombreux cadavres ennemis sur le terrain. ».
Les pertes du 4e tabor à la fin des opérations, le 14 août 1943, s'élèvent à 17 tués, 11 disparus et 54 blessés.

#### Corse 1943
Le premier département français à être libéré est la Corse. Libération à laquelle participe le 2e GTM, du colonel Pierre Boyer de Latour, qui est chargé de nettoyer les montagnes dominant Bastia. Le 3 octobre 1943 il prend le col de Teghime. Il est cité à l'ordre de l'Armée.
Les pertes du 2e GTM à la fin des opérations s'élèvent à 39 tués dont 3 officiers, 4 disparus et 120 blessés dont 5 officiers.

#### Italie 1943-1944

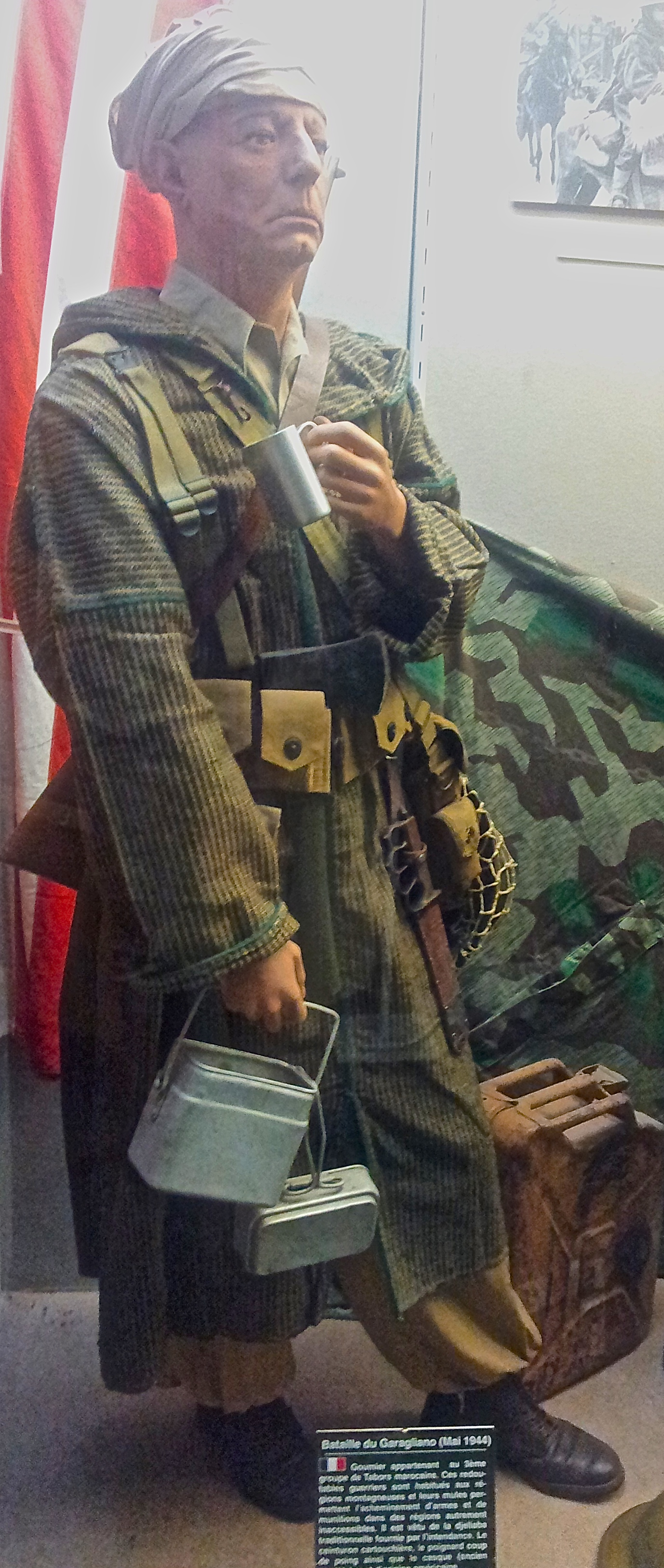
Goumier appartenant au 3e groupe de Tabors marocains (3e GTM) du colonel Massiet du Biest lors de la bataille du Garigliano, en mai 1944.

En Italie, l'exploit le plus retentissant des GTM a lieu en mai 1944 lors de la bataille du Monte Cassino au cours de laquelle dix mille goumiers pénètrent dans les monts Aurunci, bastion sud de la position allemande de Monte-Cassino, « nettoient » les collines depuis le Garigliano jusqu'au sud de Rome et éliminent en trois semaines de combats certaines des unités allemandes les mieux entrainées. Au cours de cet assaut des troupes françaises, qui provoque la rupture de la ligne Gustave, le général allemand Kesselring écrit le 19 mai : « Les Français et surtout les Marocains ont combattu avec furie et exploité chaque succès en concentrant immédiatement toutes les forces disponibles sur les points qui faiblissaient ». La plupart des analystes militaires considèrent la manœuvre des goumiers comme la victoire décisive qui a finalement ouvert la route de Rome aux Alliés.
Français et Alliés sont fascinés par « la vélocité et l'apparence des goums ». Le lieutenant Gaudront, commandant la 8e compagnie du 1er RTM, évoque à propos de l'attaque du Frascolo par les tabors marocains le 17 mai 1944  « [un] spectacle inoubliable qui faisait trépigner d'enthousiasme les tirailleurs : les grands shleus aux jambes brunes, en short avaient tombé la djellaba, et le torse ceinturé de bandes de cartouches, ils se ruaient à l'assaut dans un élan irrésistible. Toute résistance ennemie était enfoncée, tournée, submergée, les Allemands fuyaient jetant leurs armes, leurs équipements et jusqu'à leurs vêtements, mais dans ces rochers impossibles, ils étaient rattrapés, pris ou massacrés et la poursuite continuait au même train d'enfer. L'attaque ennemie était plus qu'enrayée, brisée dans l'œuf par la 7e cie, elle était vite transformée en déroute: tirailleurs et goumiers avaient rivalisé de sang-froid d'abord et d'entrain ensuite. Plus de 100 cadavres jonchaient les avances de nos positions. ».
Les goumiers entrent dans Sienne le 3 juillet 1944 et terminent la campagne à San Gimignano.
Les généraux Alexander et Clark avaient une très haute opinion de la valeur militaire des goums.

##### Perpétration de crimes
Entre avril et juin 1944, une partie des troupes est impliquée dans les « marocchinate » (« Maroquinades » en italien), pudiquement dénommées « crimes de Ciociarie » : des viols de masse et des homicides sont commis sur les civils dans les villages, lesquels laissent des traces terribles dans la population jusqu'au XXIe siècle ; l’écrivain Norman Lewis, officier britannique, a raconté les événements dans le livre Naples 44 (en) en 1996. Alerté de toutes parts par différentes unités alliées, il fallut que le haut commandement anglo-américain intervienne auprès du général Juin, commandant du corps expéditionnaire français pour que cessent ces exactions.
Dans une lettre adressée au général de Gaulle le 18 juillet 1944, le maréchal Jean de Lattre de Tassigny écrit à propos des goumiers marocains : « je sais qu’ils sont accusés d’actes de violences commis à l’encontre des populations civiles italiennes, mais je crois que de tels faits ont été singulièrement déformés et exagérés à des fins anti-françaises ».
Le général Alphonse Juin, jugeant suspecte la vigueur de la réaction italienne, dénonce dans une lettre adressée le 22 juillet 1944 au général Clark, commandant la Ve Armée américaine, une « manoeuvre habilement orchestrée dont le but est de discréditer les troupes françaises et de jeter partout une ombre sur la page de gloire qu'elles ont ouverte en Italie ».
Au total, 207 soldats, toutes unités confondues, sont jugés par la justice militaire pour violences sexuelles durant toute la campagne d'Italie et 156 (87 Marocains, 51 Algériens, 12 Français, 3 Tunisiens et 3 Malgaches) sont condamnés dont 3 sont fusillés. Parmi les 156 condamnés, on compte un seul goumier marocain. À ces condamnations s'ajoutent 28 soldats, dont l'unité d'appartenance est inconnue, exécutés sommairement, car pris sur le fait. Pour Julie Le Gac, le fait qu'un seul soldat des goums soit condamné pour viol « alors que les goumiers sont les coupables désignés » pourrait être l’« indice d’un contrat tacite qui autorise ces troupes irrégulières à piller et à violer ». L'autre hypothèse, selon elle, étant que la justice expéditive, les exécutions sommaires soient plus appliquées aux goumiers (l'unité d'appartenance des 28 soldats exécutés sommairement est inconnue) mais aucune source ne confirme cette hypothèse.

#### Ile d'Elbe (juin 1944)

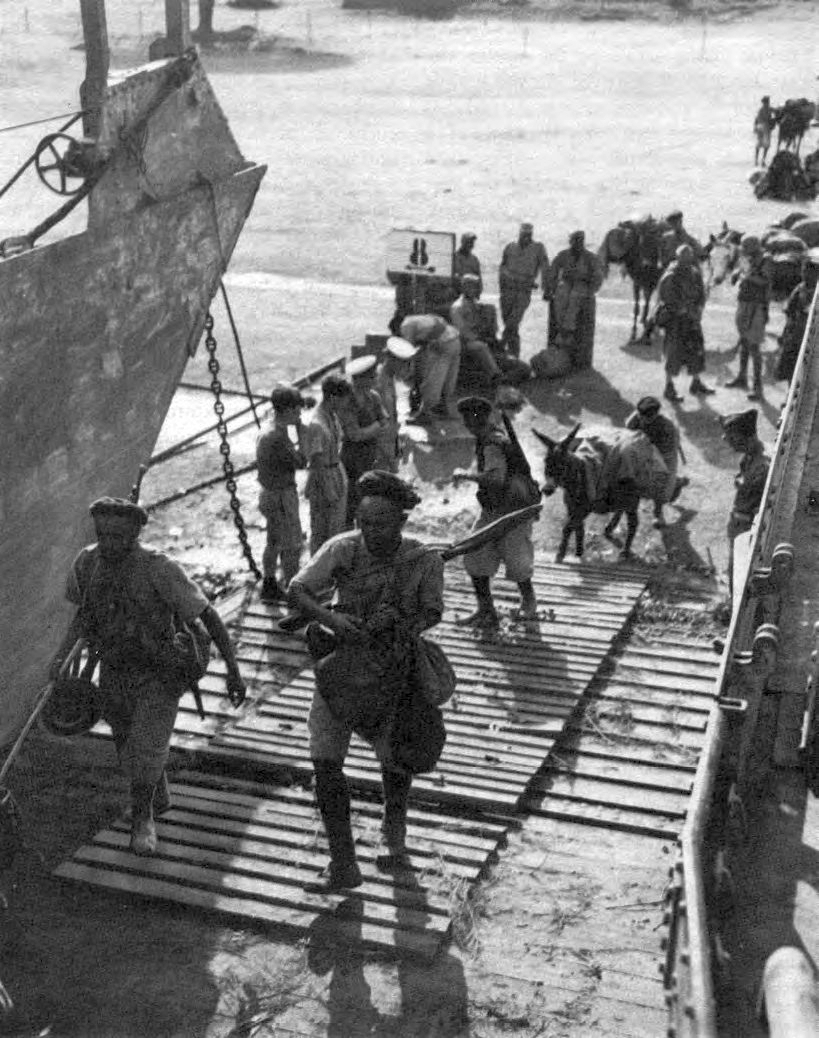
Goumiers du 2e GTM embarquant dans un chaland de débarquement en Corse pour l'île d'Elbe.

Seul le 2e GTM participe à la conquête de l'île d'Elbe du 17 au 19 juin 1944.

#### France 1944-1945

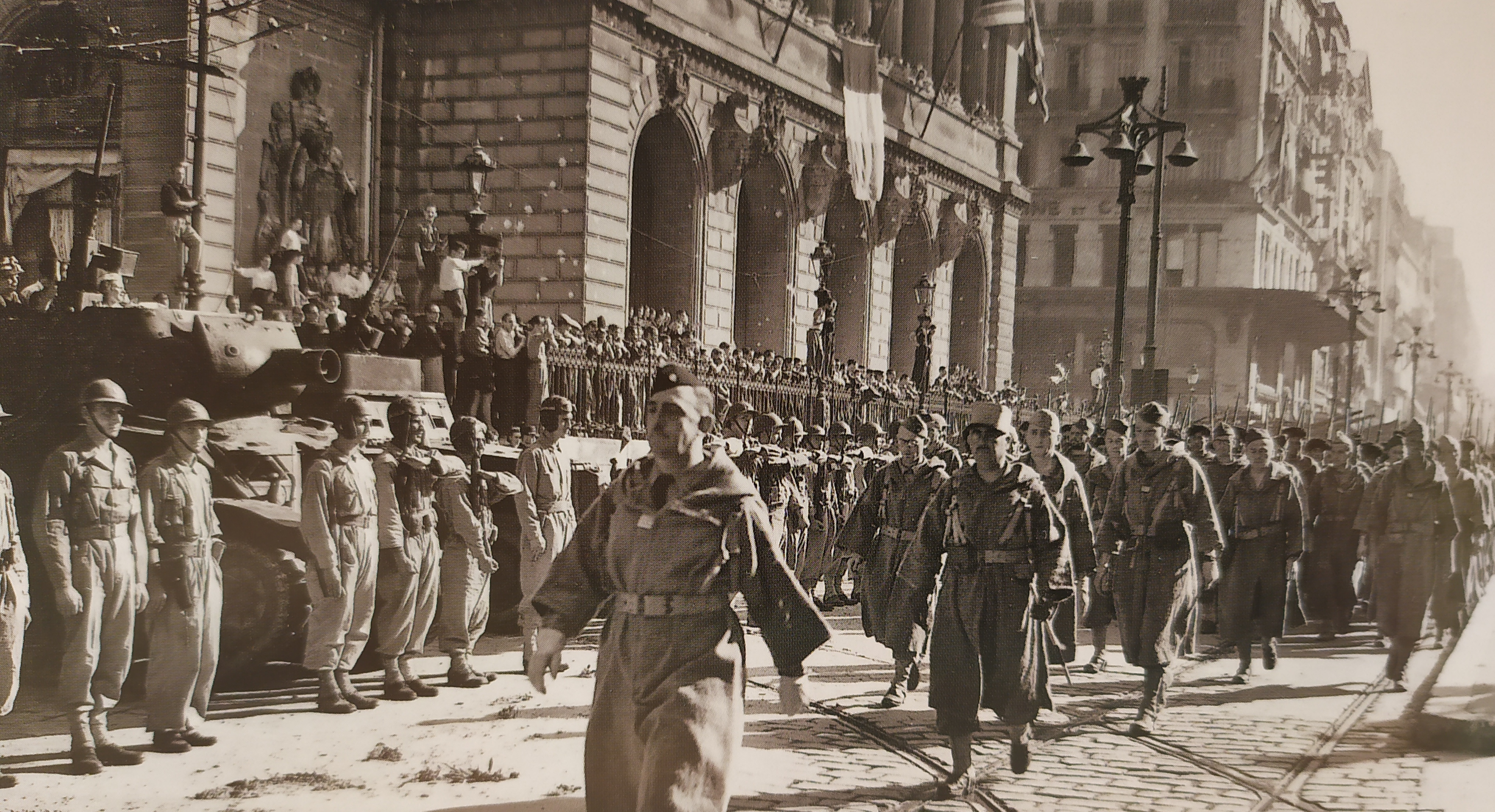
Le colonel Georges Leblanc défile à Marseille en tête du 1er GTM après la libération de la ville en août 1944.

En août 1944, environ dix mille goumiers participent aux opérations de la 1re armée française dans le sud et l'est de la France. « Jamais la route des Maures n'a autant justifié son nom » écrira le maréchal de Lattre. Les 1er, 2e et 3e GTM jouent un rôle important dans la libération de Marseille en août 1944 et sont cités à l'ordre de l'Armée. À l'issue de la prise de Marseille, le général Guillaume, leur chef, prenant le commandement de la 3e DIA, confie le commandement des goums marocains à son second et camarade de promotion de Saint Cyr, le colonel Hogard. C'est lui qui les conduit ensuite dans les Alpes en automne puis dans les Vosges lors des combats meurtriers de l'hiver 1944-1945 et jusqu'en Allemagne.

#### Allemagne 1945
En février 1945, le 4e GTM remplace le 3e GTM rentré au Maroc et participe avec les 1er et 2e GTM à la campagne d'Allemagne. Les GTM nettoient d'abord la forêt de Haguenau des Allemands qui l'occupaient, franchissent le Rhin puis forcent la ligne Siegfried.
Selon Giles MacDonogh (en), lors de la prise de Freudenstadt en avril 1945, six cents femmes auraient été violées, par des soldats français et marocains auxquels se joignent des prisonniers de guerre polonais libérés dans le secteur de Freudenstadt. Plus tard, les Allemands menèrent des enquêtes pour connaître les responsables qui avaient laissé les troupes se déchaîner de cette façon. Furent mis en cause un certain major Deleuze, un capitaine de l’Estrange, un major Champigneulles, un adjudant Poncet et également deux soldats dénommés Guyot et Pinson, accusés d'avoir commis des tortures. La Presse britannique accusa le major (et futur général) Christian de La Croix de Castries, descendant d'une des plus anciennes familles nobles, d’avoir sciemment laissé faire ces actes de barbarie.

#### Pertes
Environ 22 000 goumiers ont combattu de novembre 1942 à mai 1945.
Pour un effectif permanent de 12 000 à 13 000 goumiers, leurs pertes ont été de 1 638 tués (dont 166 officiers et sous-officiers) et d'environ 7 500 blessés. Seuls quatre goumiers ont été faits prisonniers.

### Guerre d'Indochine
De 1948 à 1954, neuf tabors marocains participent à la guerre d'Indochine et s'illustrent notamment lors de la bataille de la RC 4 en septembre-octobre 1950. Les tabors sont regroupés par trois au sein du GTMEO (Groupement de Tabors Marocains en Extrême-Orient) commandé successivement par les colonels Lepage, Duparcmeur et Sore.
Le total des tués au combat ou morts en captivité s’élève à 787 (dont 57 officiers et sous-officiers).

## Chefs de corps

### 1943-1945

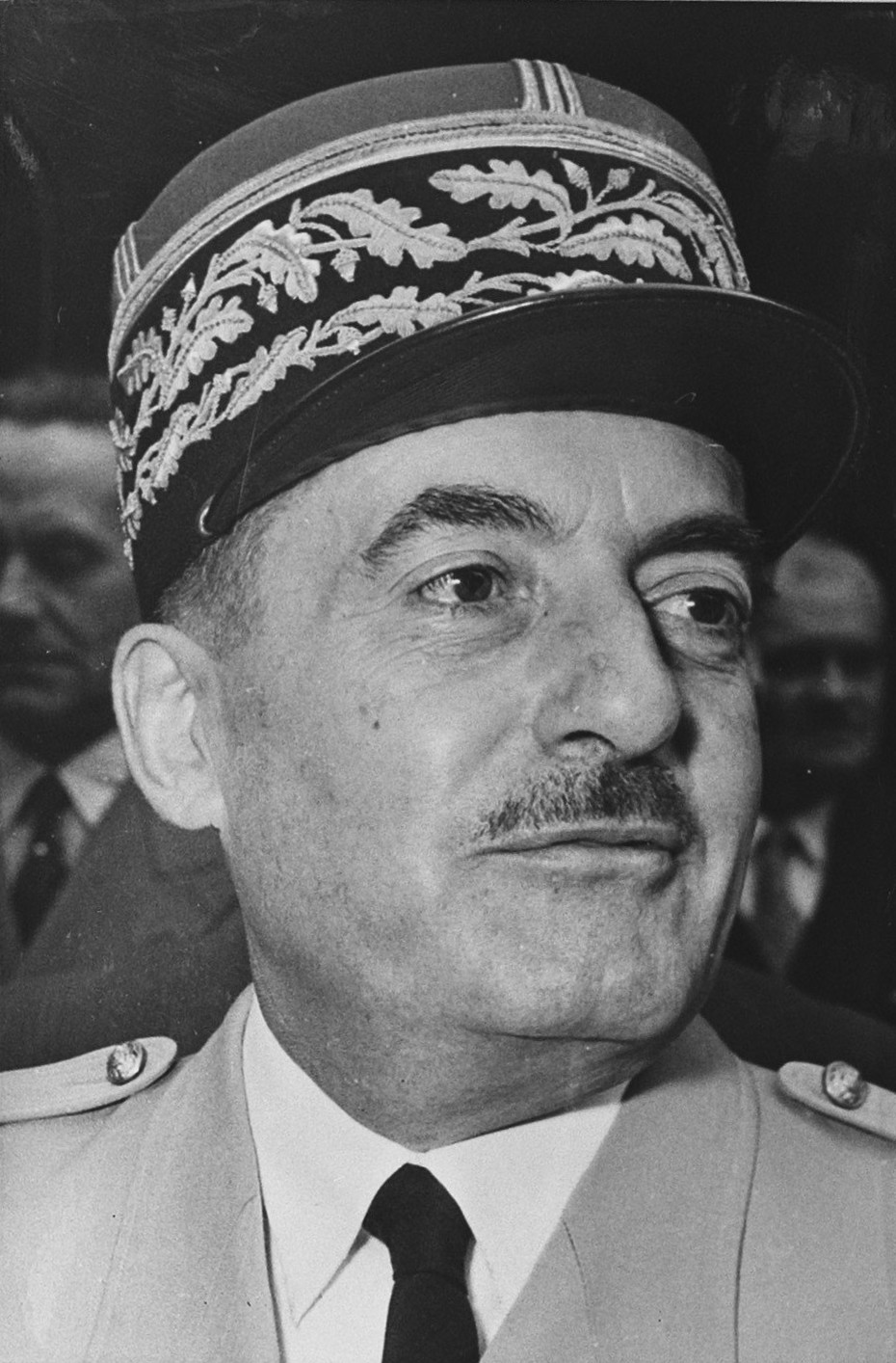
Augustin Guillaume, commandant le CGM
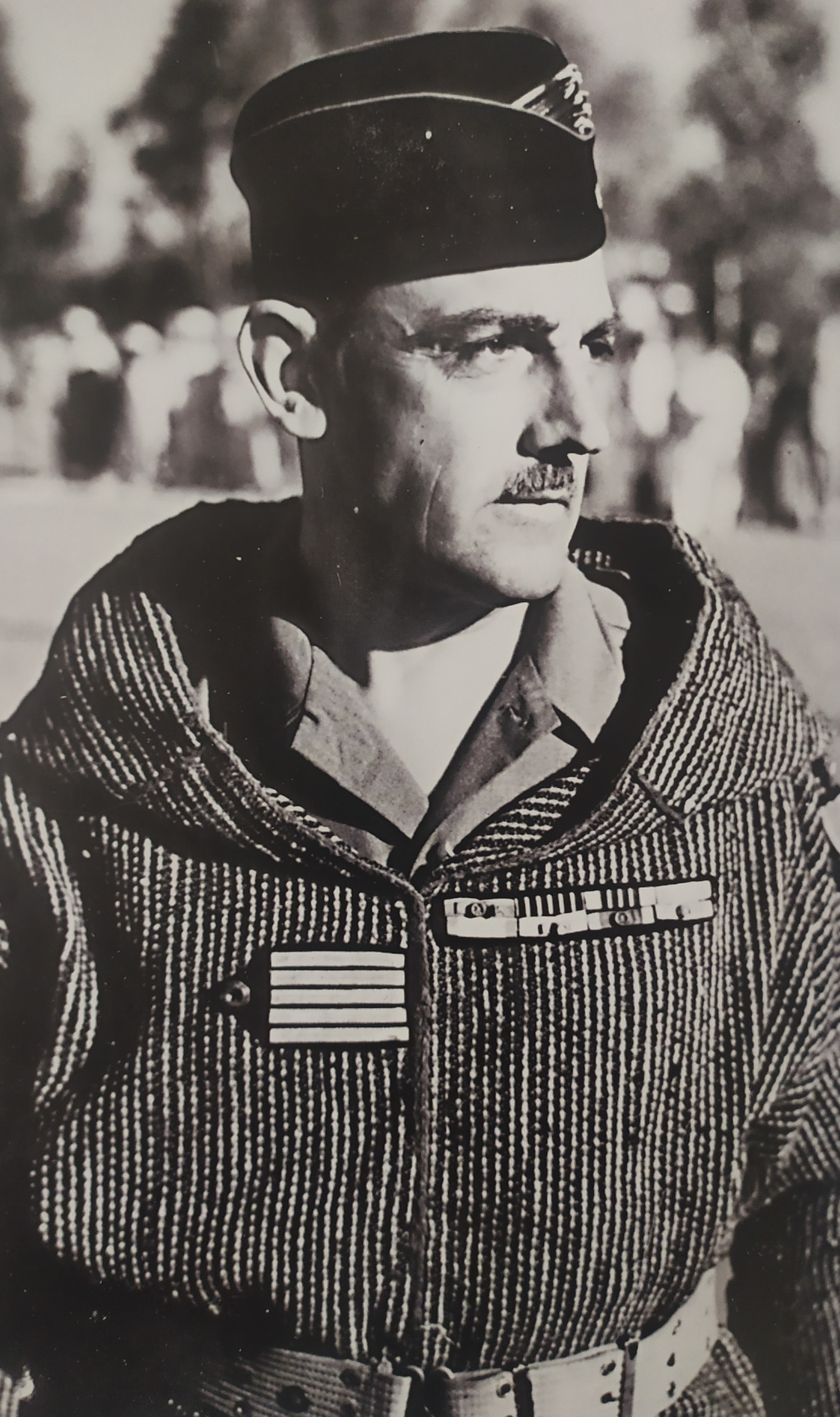
Georges Leblanc, commandant le 1er GTM
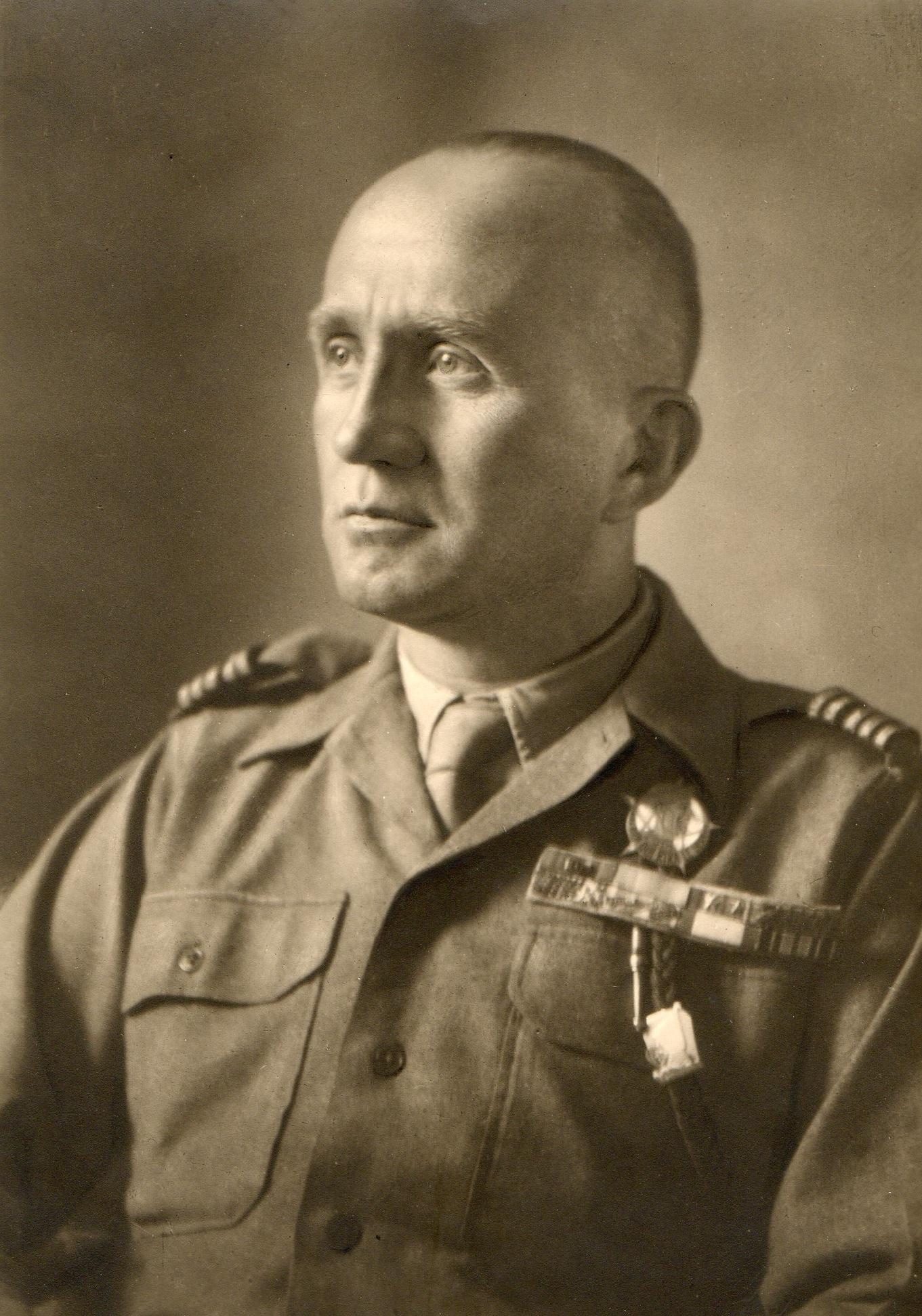
Pierre Boyer de Latour, commandant le 2e GTM

### Commandement des goums marocains (CGM)
Lieutenant-Colonel Jean de Butler responsable entre octobre 1941 et avril 1943 du camouflage et de l'organisation des goums au Maroc
- Juin 1943 - août 1944 : général Augustin Guillaume (1895-1983), adjoint colonel Hogard. Grand-croix de la légion d'honneur et médaillé militaire.
- Septembre 1944 - 1945 : colonel puis général Émile Hogard (1894-1990). Grand officier de la légion d'honneur, titulaire de 9 citations, promu général en 1948.

### Commandants des GTM
- 1er GTM :  colonel Georges Leblanc (1896-1989). Grand-croix de la légion d'honneur, titulaire de 24 citations, il est promu général de corps d'armée en 1955.
- 2e GTM : colonel Pierre Boyer de Latour du Moulin (1896-1976). Grand-croix de la légion d'honneur, titulaire de 24 citations, il est promu général d'armée en 1956.
- 3e GTM : colonel Jacques Massiet du Biest (1898-1973). Grand officier de la légion d'honneur, titulaire de 18 citations, il est promu général de division en 1956.
- 4e GTM : colonel Robert Soulard (1897-1974), en décembre-février 1944, colonel Georges Gautier (1911-1983) en février-juillet 1944 puis colonel Gaston Parlange (1897-1972), à partir de novembre 1944, grand-croix de la légion d'honneur, titulaire de 18 citations, promu général de division en 1955.

### 1946-1956
- 1946-1948 : Gaston Parlange (1897-1972)
- 1948-1949 : Maurice Beaurpère (1903-1978)
- 1949-1951 : Emile Pantalacci (1899-1955)
- 1951-1956 : Syfroy Aunis (1901-1972)

## Traditions

### Devise
- « Zidou l'gouddam » (« Avancez, زيدو القدام »)

### Insignes
L'insigne général des goums marocains est constitué par un poignard à bout recourbé ou koumia portant le sigle GMM. En 1943-1945, chaque GTM possède son propre insigne.

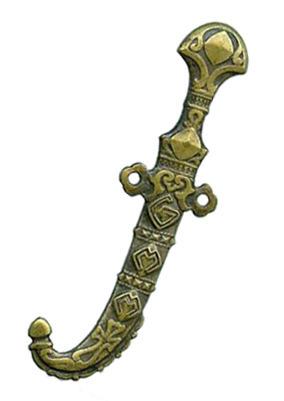
Insigne général des goums mixtes marocains
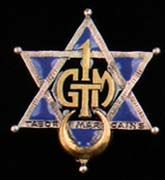
Insigne du 1er GTM
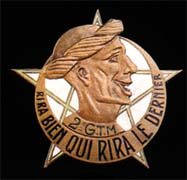
Insigne du 2e GTM
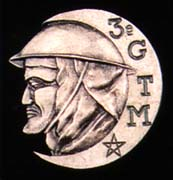
Insigne du 3e GTM
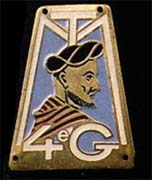
Insigne du 4e GTM

### Drapeau

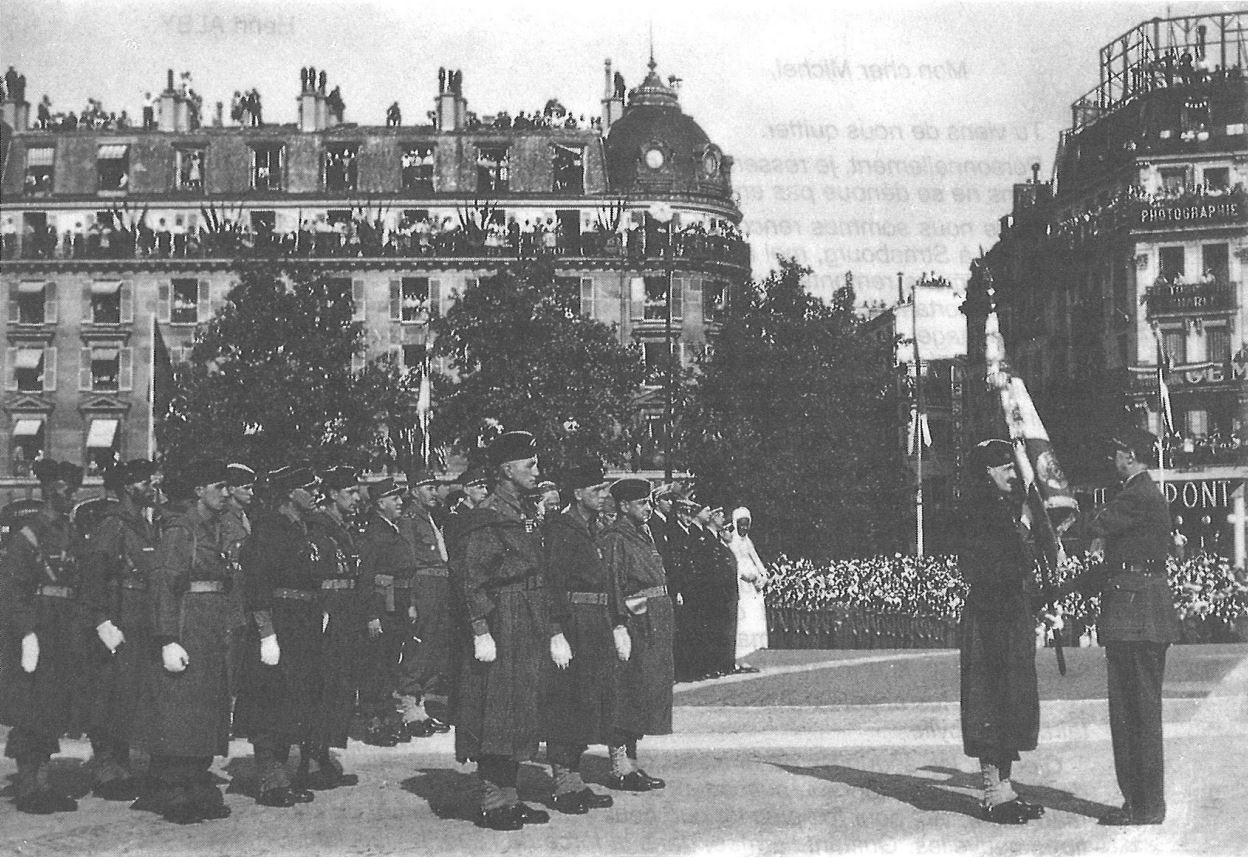
Le 14 juillet 1945 à Paris, le général de Gaulle remet le drapeau des goums au colonel Hogard, commandant des GTM.

Il existe un seul drapeau pour tous les tabors des goums marocains qui leur fut remis en 1945 par le général de Gaulle avant le défilé du 14 juillet sur les Champs-Élysées. Celui-ci porte, cousues en lettres d'or dans ses plis, les inscriptions suivantes :
- Maroc 1908-1934
- Tunisie 1942-1943
- Sicile 1943
- Corse 1943
- Italie 1944
- France 1944-1945
- Allemagne 1945
- Indochine 1948-1954

Depuis leur dissolution en 1956, le drapeau est aux Invalides.

### Fanions des GTM

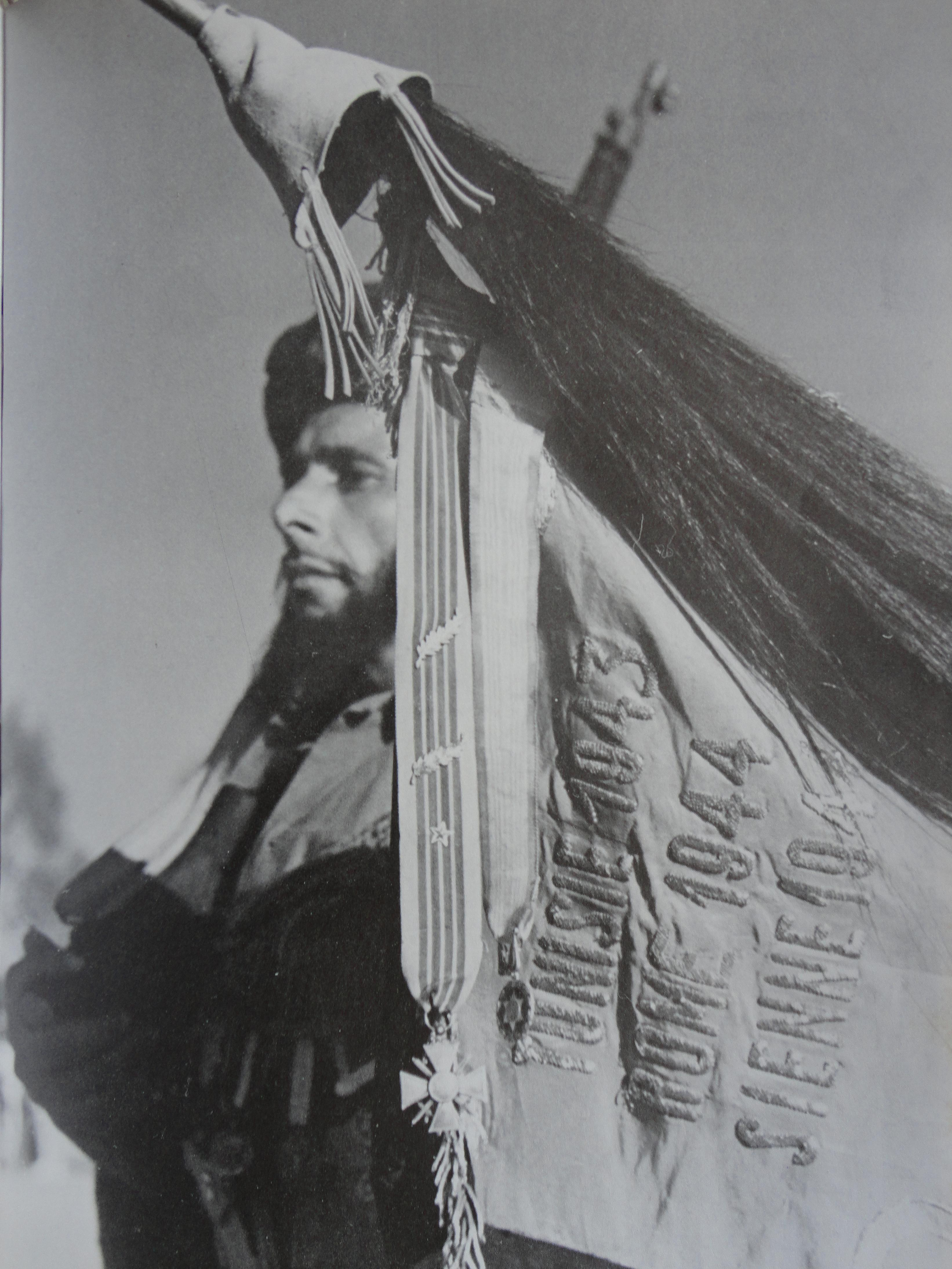
Fanion du 1er GTM.

Le fanion les caractérisant était agrémentée d'une queue de cheval, rappelant le toug ottoman, symbole de commandement repris plus tard vers 1830 par les cavaliers de l'armée d'Afrique.

### Décorations

#### Seconde Guerre mondiale
- Fourragère avec olive aux couleurs du ruban de la médaille militaire et de la Croix de guerre 1939-1945 (4 citations à l'ordre de l'Armée)[40]
  - 2e GTM (4 citations)
- Fourragère aux couleurs du ruban de la Croix de guerre 1939-1945 (2-3 citations à l'ordre de l'Armée chacun)[40]
  - 1er GTM (2 citations)
  - 3e GTM (2 citations)
  - 4e GTM (2 citations)

#### Guerre d'Indochine
Les neuf tabors qui participèrent à ce conflit furent cités de nombreuses fois et obtinrent les décorations collectives suivantes :
- Fourragère aux couleurs du ruban de la Croix de guerre des Théâtres d'opérations extérieurs (2-3 citations à l'ordre de l'Armée)
  - 1er tabor marocain
  - 5e tabor marocain
- Le drapeau des Goums a été décoré de la Croix de la Légion d'honneur le 9 juillet 1952[41].

### Citations militaires
Durant la Seconde Guerre mondiale, les 4 GTM (régiments), tabors (bataillons) et goums (compagnies) marocains ont obtenu, entre 1942 et 1945, 17 citations collectives à l'ordre de l'Armée et 9 à l'ordre du Corps d'armée, décernées au cours des campagnes de Tunisie, d'Italie, de France et d'Allemagne. 13 143 citations individuelles ont également été attribuées.

### Chant
Le Chant des Tabors est aujourd'hui le chant du 31e régiment du génie (31e RG).

### Prière
Le général Hubert, ancien commandant du 15e Tabor, a écrit une « Prière pour nos frères Marocains » en 1946.[réf. nécessaire]

## Hommages

### Voies portant le nom des goums ou des tabors marocains
- Avenue des Goumiers à Marseille (Bouches-du-Rhône)
- Rue des Goums à Aubagne (Bouches-du-Rhône)
- Place des Tabors à Les Pennes-Mirabeau (Bouches-du-Rhône)
- Rue des Goumiers à Chatenois (Bas-Rhin)
- Rue des Tabors marocains à Lapoutroie (Haut-Rhin)
- Rue des Tabors à Le Ménil (Vosges)
- Col « Aux Goums Marocains » dans les hautes Vosges (Vosges), avant de redescendre sur La Bresse

### Monuments et plaques commémoratives aux goumiers marocains et à leurs chefs

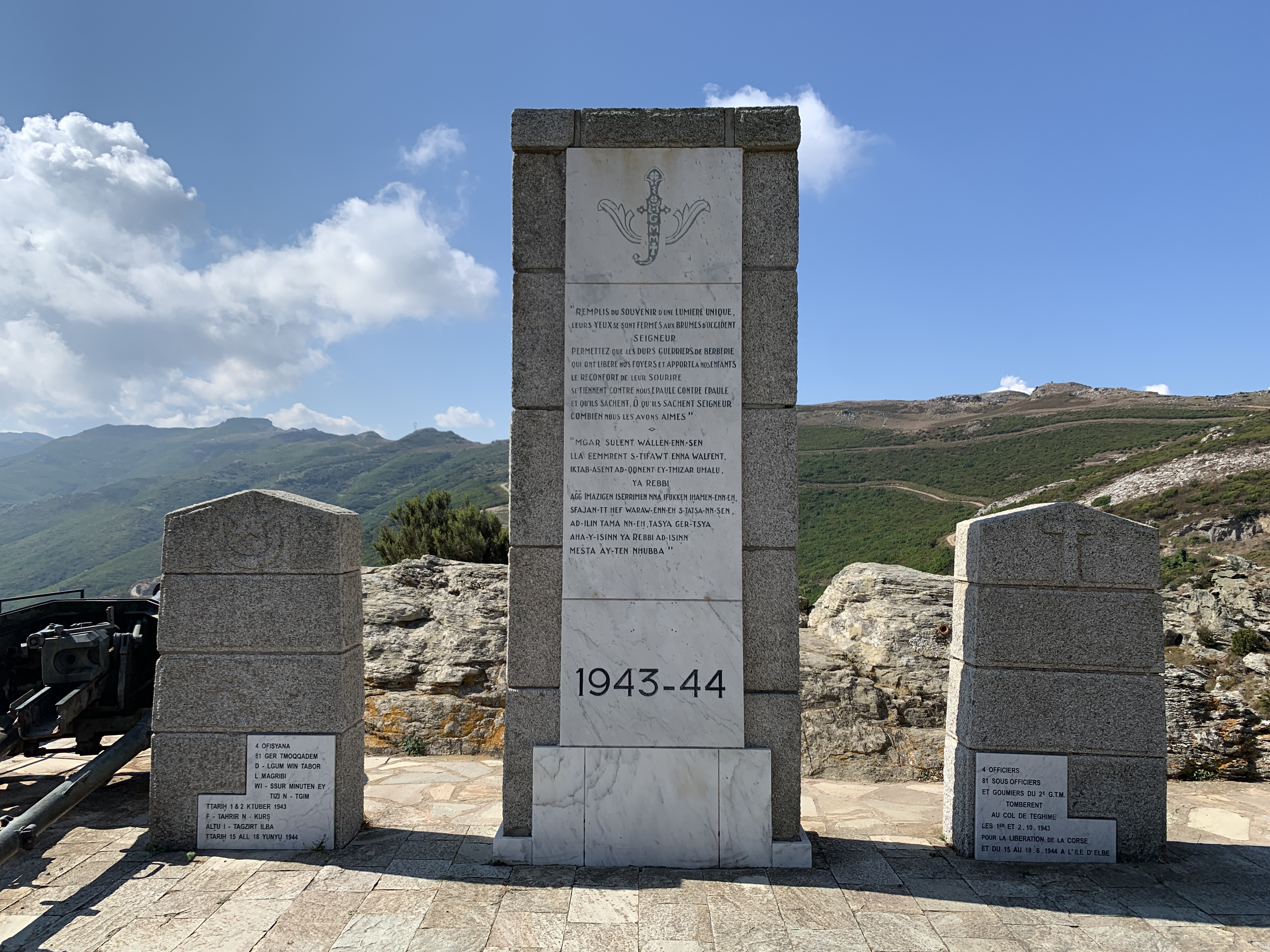
Monument en hommage au 2e GTM - Col de Teghime - Barbaggio.

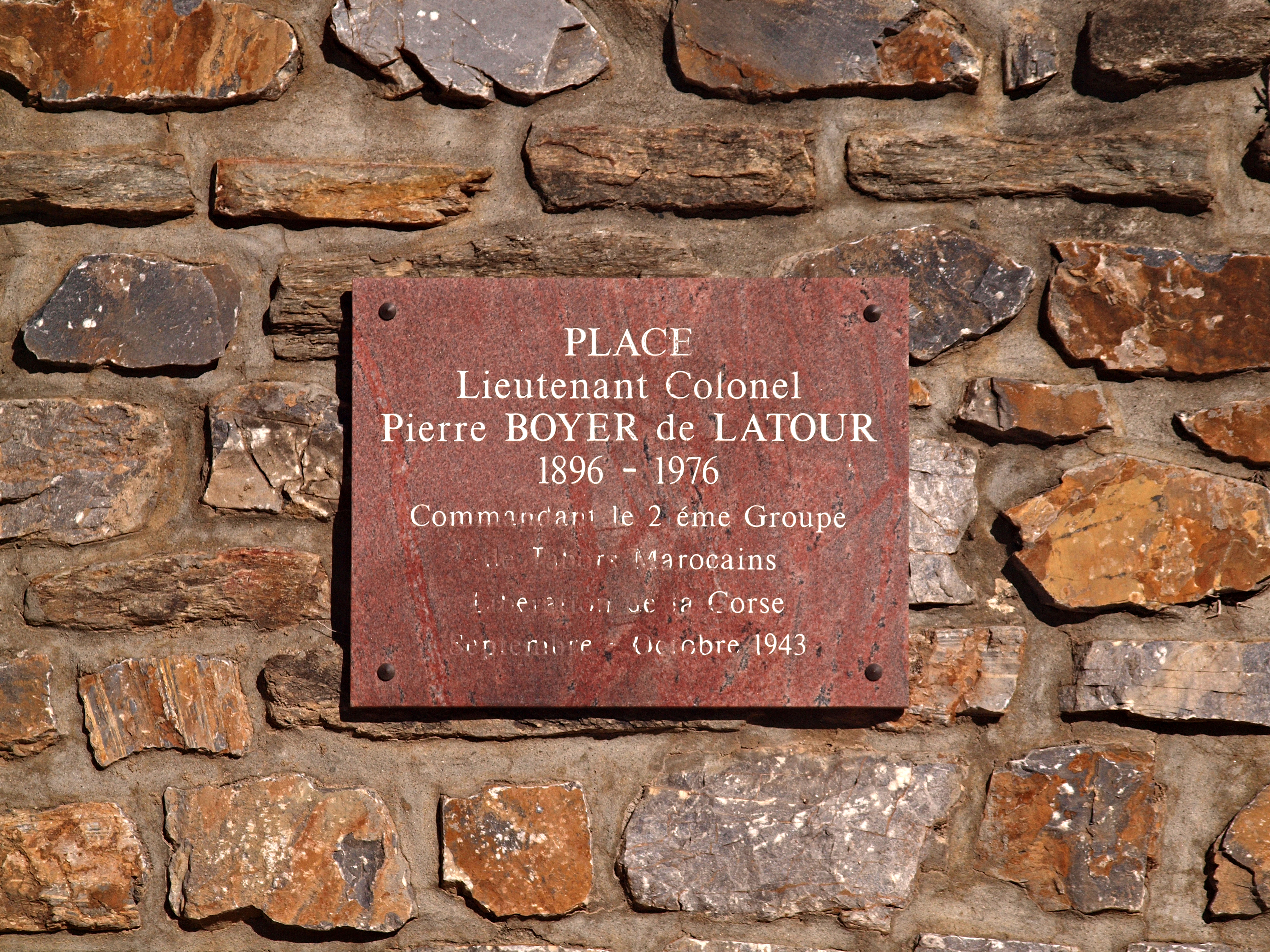
Nom de la place du village de Barbaggio.

- Monument national des Goums marocains au col de la Croix des Moinats (1954)[45],[46].
- Monument en hommage au 2e GTM du col de Teghime en Corse (1957)[46]. La commune de Barbaggio, où s'est déroulée la bataille du col de Teghime opposant le 2e GTM du colonel Boyer de Latour du Moulin à des forces allemandes défendant le passage, l'a honoré en donnant son nom à la place du village.
- Stèle en hommage aux Goumiers marocains, avenue des Goumiers à Marseille (2000)[46] :

« Marseille reconnaissante aux Tabors marocains. Sous les ordres des colonels Leblanc, Boyer de Latour et Masset du Biest, les 1er, 2e et 3e Groupements de Tabors Marocains ont participé à la libération de Marseille du 21 au 28 août 1944. Au cours des combats : 7 officiers, 10 sous-officiers français, 133 gradés et goumiers marocains ont été tués. 17 officiers, 38 sous officiers français, 475 gradés et goumiers marocains ont été blessés. De l'Atlas au Danube, quatre GTM de l'Armée d'Afrique ont combattu aux côtés de la France et de ses alliés de décembre 1942 à la victoire du 8 mai 1945. »

— Texte de la stèle en hommage aux Goumiers marocains, avenue des Goumiers, Marseille
- Monument de la Koumia à la gloire des Goumiers marocains, 7e arrondissement de Marseille (2014)[48],[46].
- Stèle en hommage aux Goumiers marocains, place Denys-Cochin, 7e arrondissement de Paris (2016)[46].
- Stèle des Goums marocains à Saulxures-sur-Moselotte (2021)[49].

### Exposition
Le Val-d'Ajol servit de base arrière aux goumiers marocains marocains du début du mois d'octobre 1944 jusqu'au printemps 1945. C'est là que les goumiers étaient rassemblés avant de monter au front et qu'ils venaient se reposer après les combats : ils ont été des milliers à passer par la ville. Léo Durupt les a immortalisés à travers des portraits inédits d'une grande force émotionnelle. En 2004, à l'occasion du soixantième anniversaire de la Libération, une exposition, Portraits de Goumiers, fut consacrée à la salle des fêtes de la ville.
En décembre 1944, le maire de la commune du Val-d'Ajol adresse une lettre d'hommage au colonel Boyer de la tour, commandant le 2e GTM, dont les goumiers ont séjourné dans sa commune.

### Musée des goums marocains et des affaires indigènes du Maroc

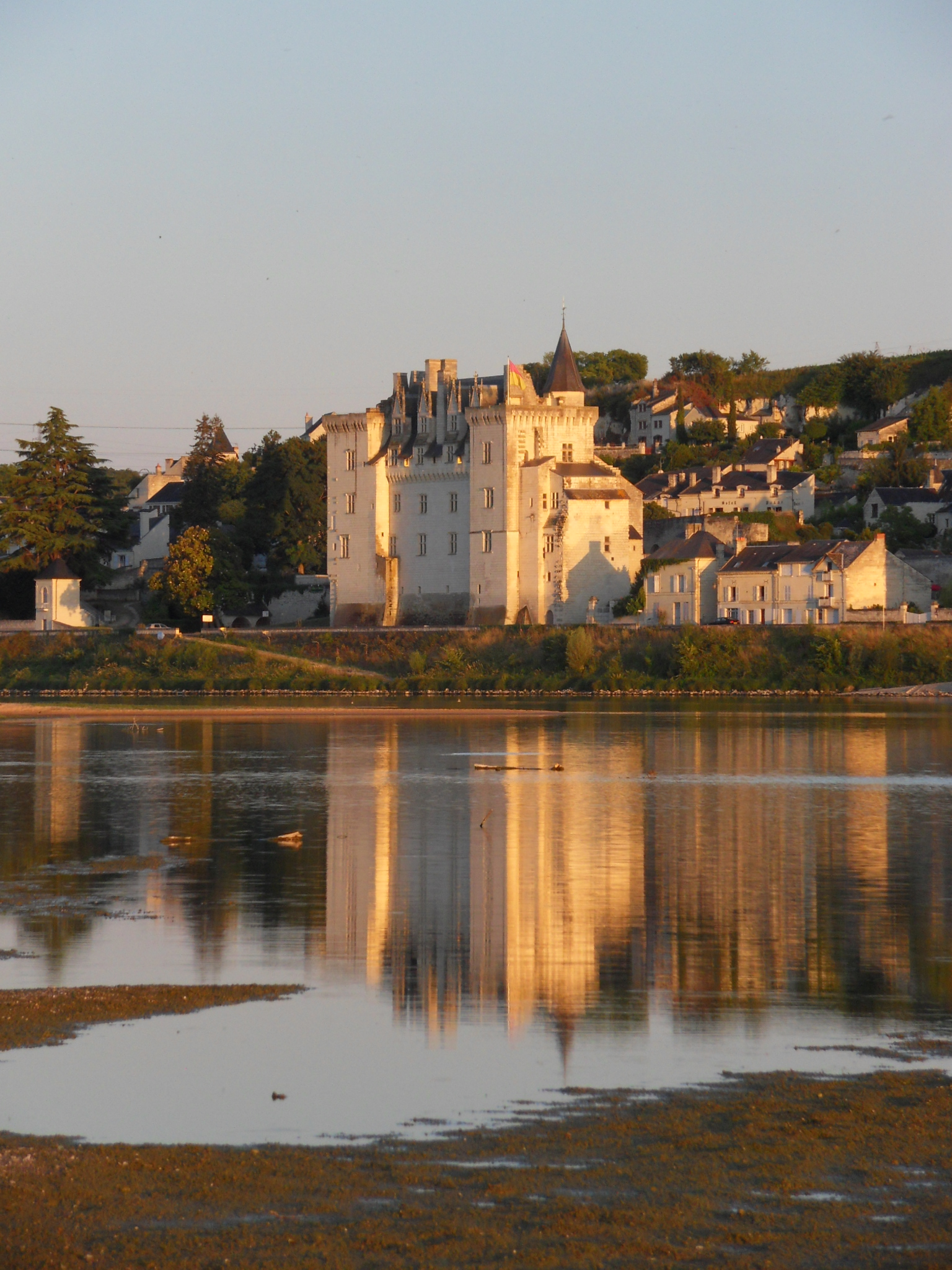
Château de Montsoreau, depuis la rive droite de la Loire.

De 1956 à 1999, le château de Montsoreau accueille le « Musée des goums marocains et des affaires indigènes du Maroc ». En 1956, alors que le Maroc devient indépendant et que les goumiers marocains forment le noyau de l’armée royale marocaine, le colonel (puis général) Aunis obtint l’autorisation du Conseil général de Maine-et-Loire d’utiliser les salles du premier étage du château de Montsoreau pour y installer le musée des goums mixtes et des affaires indigènes du Maroc avec pour objectif de rassembler des souvenirs et des trophées.
Cette autorisation est ratifiée par la signature d’un bail emphytéotique d’une durée de 99 ans entre la Koumia (Association des Anciens des goums mixtes marocains et des Affaires indigènes) et le Conseil général de Maine-et-Loire. Une inauguration a lieu en août 1956 en présence du maréchal Juin et du colonel Mac Carthy.
C'est dans ce musée que le général Georges Leblanc, commandant du 2e GTM en 1943-1945, reçoit peu après sa décoration de grand-croix de la légion d'Honneur des mains du maréchal Alphonse Juin en octobre 1956.
Le bail emphytéotique ayant pris fin prématurément, le musée ferme définitivement ses portes le 1er mars 1997.
La collection est ensuite transférée au  musée de l'Infanterie de Montpellier en 1998 et la salle des goums mixtes et des Affaires indigènes est inaugurée le 19 mai 1999 par Jean-Pierre Masseret, secrétaire d'État chargé des Anciens combattants.
En 2010, à la suite du regroupement de l'École de l'infanterie avec l'École de l'artillerie sur le site de Draguignan, la collection (environ 30 000 pièces) est à nouveau transférée, en partie, au Musée de l'Armée à Paris.

## Personnalités ayant servi au sein des goums

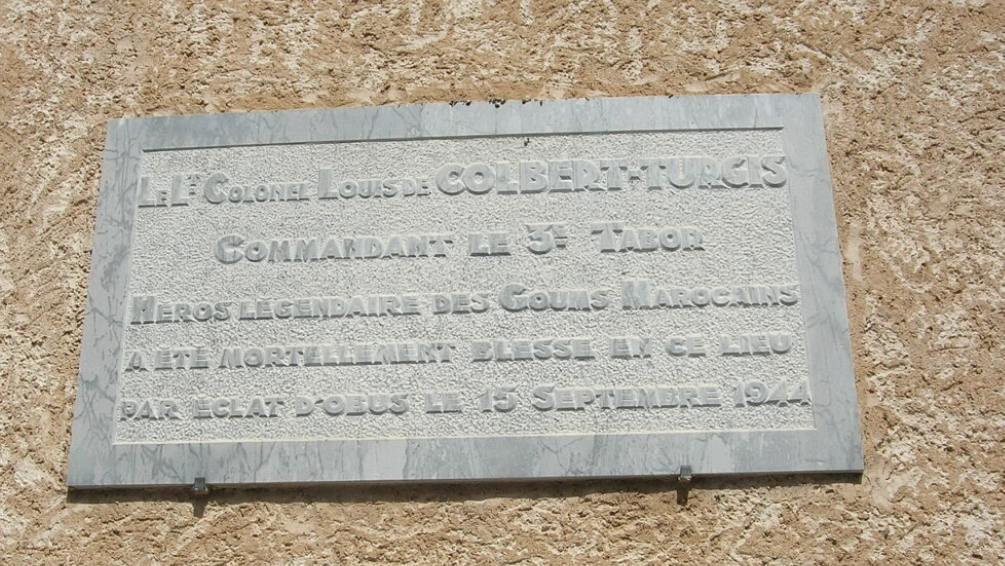
Plaque commémorative du lieutenant-colonel Louis de Colbert-Turgis (1900-1944) à Abriès (05)

- Jacques Augarde, journaliste et un homme politique français, fut officier au sein du 1er GTM.
- Jean-Jacques Beucler, lieutenant au 5e goum du 3e tabor marocain pendant la guerre d'Indochine.
- Henri de Bournazel (1898-1933), il commande trois goums (16e, 21e et 28e) lors de la bataille de Saghro où  il est tué le 28 février 1933.
- Diego Brosset (1898-1944), général de division, commande le 29e goum marocain de 1934 à 1936.
- Louis de Colbert-Turgis (1900-1944), lieutenant-colonel, il commande le 3e tabor du 1er GTM du colonel Leblanc en 1943-1944. « Héros légendaire des goums marocains », il est tué le 15 septembre 1944 à Abriès. Il est un neveu de Jean-Baptiste Colbert à la huitième génération. Une plaque commémorative a été inaugurée en son nom en juillet 1961 à Abriès à l'initiative du général Guillaume ainsi qu'une avenue, l'avenue du Lieutenant-Colonel Colbert[Note 6]
- Fred Deux, s'engage dans les goumiers marocains en 1944, combat durant la Seconde Guerre mondiale, puis goumier au Maroc, jusqu'en 1947[63].
- Claude Guérin, commande un goum du 2e GTM de 1944 à 1945.
- François Huet, commande un goum au Maroc dans les années 1930.
- Marie-Anne (Marianne) Langlais (1895-1973), surnommée la « Toubiba », médecin auxiliaire dans les goums marocains. Elle participe à toutes les campagnes d'Italie, de France, d'Allemagne et termine la guerre avec le grade de médecin-capitaine, chevalier de la Légion d'Honneur ; titulaire de la Croix de Guerre. Elle a notamment organisé les postes de secours les plus avancés durant la bataille de Marseille[64].
- Philippe Leclerc de Hauteclocque, commande un goum en 1929 au Maroc.
- Jean Lecomte, de 1925 à 1935, il commande un goum dans le Tafilalet au Maroc, où il a pour adjoint le lieutenant de Hauteclocque, futur maréchal Leclerc.
- Pierre Lyautey (1893-1976), neveu du maréchal Lyautey, sert comme officier de liaison des Goums marocains durant la campagne d'Italie en 1944.
- Jean Olié (1904-2003), général d'Armée, chef d’état-major général de la défense nationale, la plus haute autorité militaire française, de mars 1961 à juillet 1961. Il commande le 8e goum au début des années 1930.
- Jean Vaugien (1916-1975), lieutenant au 14e goum du 17e tabor marocain (3e GTM) pendant les campagnes d'Italie, de Provence et des Vosges en 1944.